# Ley General de Derechos Lingüísticos de los Pueblos Indígenas
La Ley General de Derechos Lingüísticos de los Pueblos Indígenas (Llei General de Drets Lingüístics dels Pobles Indígenes), és un estatut mexicà publicat al Diario Oficial de la Federación el 13 de març de 2003, durant la gestió de l'aleshores president Vicente Fox Quesada i que va donar lloc a la creació de l'Instituto Nacional de las Lenguas Indígenas.
Aquesta llei és un element jurídic que preveu el reconeixement dels drets tant individuals com col·lectius de les persones i pobles que posseeixen i practiquen, algun dels 62 llenguatges indígenes com llengua materna. A més especifica nocions com el que ha de comprendre's per llengües indígenes i llengües nacionals, les condicions d'aplicació del decret, i els atributs, propòsits i funcions de l'Institut Nacional de les Llengües Indígenes. Així mateix, la llei considera a les llengües indígenes part integrant del patrimoni cultural i lingüístic nacional.